# Silnice II/376
Silnice II/376 je silnice II. třídy, která vede z Kunštátu do Bořitova. Je dlouhá 11 km. Prochází jedním krajem a jedním okresem.

## Vedení silnice

### Jihomoravský kraj, okres Blansko
- Kunštát (křiž. I/19)
- Zbraslavec
- Drnovice (křiž. III/3763, III/3764)
- Lysice (křiž. III/3763, III/3767, III/3769, III/37610)
- Bořitov (křiž. I/43)